# Adam Dutkiewicz

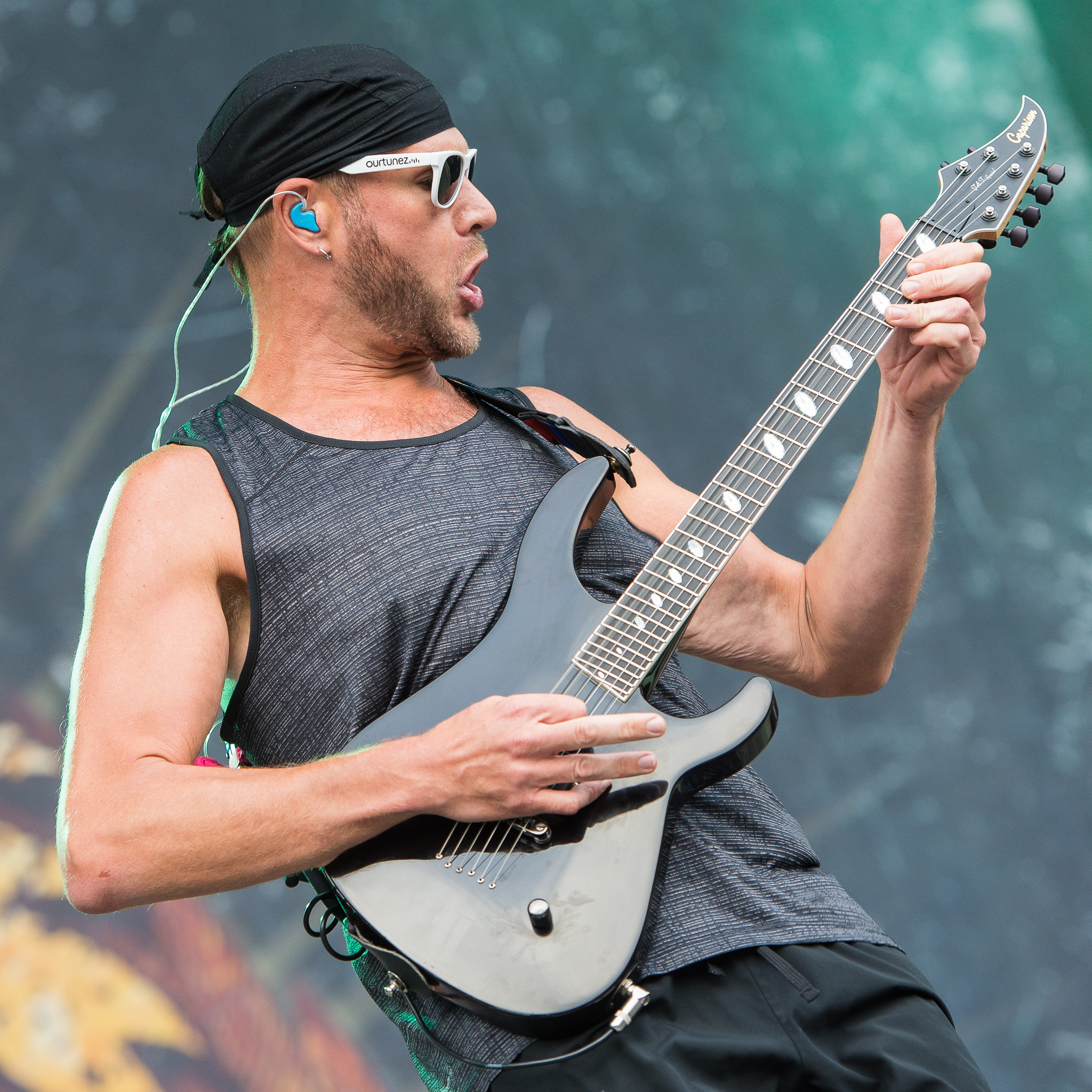
Adam Dutkiewicz mit Killswitch Engage beim Rock im Park 2016

Adam Dutkiewicz (* 4. April 1977) ist ein US-amerikanischer Gitarrist, Schlagzeuger, Sänger und Musikproduzent. Er ist Mitglied der erfolgreichen Metalcore-Band Killswitch Engage.

## Biographie
Dutkiewicz studierte an der Berklee School of Music in Boston. Seine Studiengänge waren Musikproduktion, Tontechnik und Bassgitarre. Während seines Studiums schloss er sich der Band Aftershock an. Später wurde er Gründungsmitglied von Killswitch Engage, wo er ursprünglich Schlagzeug spielte. Vor dem zweiten Album Alive or Just Breathing wechselte er an die Gitarre.
Dutkiewicz hat alle Studioalben von Killswitch Engage produziert. Darüber hinaus hat er Alben von Bands wie All That Remains, Underoath, Unearth, Parkway Drive usw. produziert. Mit dem Unearth-Gitarristen Ken Susi gründete Dutkiewicz noch ein Projekt namens „Burn Your Wishes“.
Mitte des Jahres 2010 hat Adam Dutkiewicz mit Jesse Leach (von 1999 bis 2003 und ab 2012 Sänger von Killswitch Engage) unter dem Namen Times of Grace das Album The Hymn of a Broken Man aufgenommen, das im Januar 2011 veröffentlicht wurde. Dafür spielte er selbst sämtliche Instrumente ein und übernahm den Background-Gesang. Die ersten Ideen zu dem Album kamen ihm schon 2007, als er wegen Rückenproblemen nicht bei der Killswitch-Engage-Europatour spielen konnte und er daran zweifelte, je wieder auf der Bühne stehen zu können.
Auf einer Festival-Tour im Jahr 2009, an der u. a. Cannibal Corpse und The Black Dahlia Murder teilnahmen, entstand in Dutkiewicz die Idee, mit Musikern aus diesen Bands ein gemeinsames Death-Metal-Projekt zu gründen. Unter dem Namen Serpentine Dominion erschien im Oktober 2016 das Debütalbum der gleichnamigen Band.

## Diskografie

### Als Musiker
| Killswitch Engage Burn Your Wishes - 2004: Burn Your Wishes & The Awards – Split CD | Times of Grace Serpentine Dominion - 2016: Serpentine Dominion |

### Als Produzent
- The Acacia Strain: The Acacia Strain, The Dead Walk, 3750
- All That Remains: The Fall of Ideals, This Darkened Heart
- Arma Angelus: Where Sleeplessness Is Rest of Nightmares
- As I Lay Dying: An Ocean Between Us, The Powerless Rise
- August Burns Red: Thrill Seeker
- Caliban (Band): The Awakening
- Cannae: Horror
- Every Time I Die: Last Night in Town, Hot Damn!
- From Autumn to Ashes – Too Bad You’re Beautiful
- He Is Legend: I Am Hollywood
- Killswitch Engage: Killswitch Engage, Alive or Just Breathing, The End of Heartache, As Daylight Dies, Killswitch Engage
- Norma Jean: Bless the Martyr and Kiss the Child
- Parkway Drive: Killing With a Smile, Horizons
- Underoath: Define the Great Line, Lost in the Sound of Separation
- Unearth: The Stings of Conscience, Endless, The Oncoming Storm, The March, Darkness in the Light
- The Agony Scene: The Agony Scene
- The Devil Wears Prada:  Dead Throne, 8:18
- Times of Grace: The Hymn of a Broken Man